# 于鉉
鉉（？年—？年），字耳君，直隸鎮江府金坛县人。明朝末年政治人物。

## 生平
天啓四年（1624年）甲子科應天府乡试舉人，崇祯四年（1631年）辛未科进士。禮部观政，授浙江长兴县知县，被御史王某弹劾，七年降职为吉安府照磨，十三年升本府推官，署永新县事，为修撰劉同昇所稱贊。历任户部主事、员外、郎中，督西城草场，捐出自己的俸禄及税赋盈余六百金来周佐公用。升江西南饶道副使，當时总兵左良玉所部横掠江楚一带，于鉉親率士卒守御，左军不能侵犯。迁岭北道（下辖赣州、南安二府，驻南安）参政，时袁州、吉安二府已失陷，于铉劝输足饷，鼓励将士，以圖恢复，后终以一木难支，随南明小朝廷入广东后卒于楚雄府。